# Interlands Canadees voetbalelftal 2020-2029
Deze pagina toont een chronologisch en gedetailleerd overzicht van de interlands die het Canadees voetbalelftal speelt en heeft gespeeld in de periode 2020 – 2029.

## Interlands

### 2020
|                                                                        |                            |       |                                                                          |                                                                                          |
| 7 januari Vriendschappelijk № 404 «onderlinge duels» 16:30 uur (UTC−8) | Barbados                   | 1 – 4 | Canada                                                                   | Championship Soccer Stadium, Irvine Toeschouwers: 5 Scheidsrechter: Rubiel Vazquez (USA) |
| 7 januari Vriendschappelijk № 404 «onderlinge duels» 16:30 uur (UTC−8) | Armando Lashley 35' (pen.) |       | 7' Tosaint Ricketts 33' Tesho Akindele 45' Jonathan Osorio 76' Theo Bair | Championship Soccer Stadium, Irvine Toeschouwers: 5 Scheidsrechter: Rubiel Vazquez (USA) |

|                                                                         |                    |       |                                                                               |                                                                                        |
| 10 januari Vriendschappelijk № 405 «onderlinge duels» 16:30 uur (UTC−8) | Barbados           | 1 – 4 | Canada                                                                        | Championship Soccer Stadium, Irvine Toeschouwers: 5 Scheidsrechter: Nima Saghafi (USA) |
| 10 januari Vriendschappelijk № 405 «onderlinge duels» 16:30 uur (UTC−8) | Shamar Edwards 70' |       | 10' Charles-Andreas Brym 37' Russell Teibert 64' Amer Đidić 86' Jayden Nelson | Championship Soccer Stadium, Irvine Toeschouwers: 5 Scheidsrechter: Nima Saghafi (USA) |

|                                                                         |        |                           |         |                                                                                           |
| 15 januari Vriendschappelijk № 406 «onderlinge duels» 16:00 uur (UTC−8) | Canada | 0 – 1                     | IJsland | Championship Soccer Stadium, Irvine Toeschouwers: 20 Scheidsrechter: Rubiel Vazquez (USA) |
| 15 januari Vriendschappelijk № 406 «onderlinge duels» 16:00 uur (UTC−8) |        | 21' Hólmar Örn Eyjólfsson |         | Championship Soccer Stadium, Irvine Toeschouwers: 20 Scheidsrechter: Rubiel Vazquez (USA) |

### 2021
|                                                                                  |                                                                                  |       |                   |                                                                                        |
| 25 maart WK-kwalificatie Eerste ronde № 407 «onderlinge duels» 20:00 uur (UTC−4) | Canada                                                                           | 5 – 1 | Bermuda           | Orlando City Stadium, Orlando Toeschouwers: 0 Scheidsrechter: Armando Villarreal (USA) |
| 25 maart WK-kwalificatie Eerste ronde № 407 «onderlinge duels» 20:00 uur (UTC−4) | Cyle Larin 19' Cyle Larin 27' Richie Laryea 53' Cyle Larin 69' Theo Corbeanu 81' |       | 63' Kane Crichlow | Orlando City Stadium, Orlando Toeschouwers: 0 Scheidsrechter: Armando Villarreal (USA) |

|                                                                                  |                 | |        |                                                                        |
| 29 maart WK-kwalificatie Eerste ronde № 408 «onderlinge duels» 18:00 uur (UTC−4) | Kaaimaneilanden | 0 – 11 | Canada | IMG Academy, Bradenton Toeschouwers: 0 Scheidsrechter: Ted Unkel (USA) |
| 29 maart WK-kwalificatie Eerste ronde № 408 «onderlinge duels» 18:00 uur (UTC−4) |                 | 6' Frank Sturing 13' Cyle Larin 25' David Wotherspoon 27' (pen.) Alphonso Davies 32' Mark-Anthony Kaye 44' Alistair Johnston 63' Alphonso Davies 68' Lucas Cavallini 73' David Wotherspoon 74' Lucas Cavallini 76' Lucas Cavallini |        | IMG Academy, Bradenton Toeschouwers: 0 Scheidsrechter: Ted Unkel (USA) |

|                                                                                |       | |        |                                                                           |
| 5 juni WK-kwalificatie Eerste ronde № 409 «onderlinge duels» 20:00 uur (UTC−4) | Aruba | 0 – 7 | Canada | IMG Academy, Bradenton Toeschouwers: 45 Scheidsrechter: Marco Ortíz (MEX) |
| 5 juni WK-kwalificatie Eerste ronde № 409 «onderlinge duels» 20:00 uur (UTC−4) |       | 17' Lucas Cavallini 20' (pen.) Junior Hoilett 45+2' Lucas Cavallini 49' Zachary Brault-Guillard 78' Alphonso Davies 87' Cyle Larin 89' Jonathan David |        | IMG Academy, Bradenton Toeschouwers: 45 Scheidsrechter: Marco Ortíz (MEX) |

|                                                                                |                                                                                     |       |          |                                                                            |
| 8 juni WK-kwalificatie Eerste ronde № 410 «onderlinge duels» 20:05 uur (UTC−5) | Canada                                                                              | 4 – 0 | Suriname | Toyota Park, Bridgeview Toeschouwers: 0 Scheidsrechter: Nima Saghafi (USA) |
| 8 juni WK-kwalificatie Eerste ronde № 410 «onderlinge duels» 20:05 uur (UTC−5) | Alphonso Davies 37' Jonathan David 59' Jonathan David 72' Jonathan David 77' (pen.) |       |          | Toyota Park, Bridgeview Toeschouwers: 0 Scheidsrechter: Nima Saghafi (USA) |

|                                                                                 |       |                |        |                                                                                      |
| 12 juni WK-kwalificatie Tweede ronde № 411 «onderlinge duels» 17:00 uur (UTC−4) | Haïti | 0 – 1          | Canada | Sylvio Catorstadion, Port-au-Prince Toeschouwers: 0 Scheidsrechter: John Pitti (PAN) |
| 12 juni WK-kwalificatie Tweede ronde № 411 «onderlinge duels» 17:00 uur (UTC−4) |       | 14' Cyle Larin |        | Sylvio Catorstadion, Port-au-Prince Toeschouwers: 0 Scheidsrechter: John Pitti (PAN) |

|                                                                                 |                                                             |       |       |                                                                              |
| 15 juni WK-kwalificatie Tweede ronde № 412 «onderlinge duels» 20:05 uur (UTC−5) | Canada                                                      | 3 – 0 | Haïti | Toyota Park, Bridgeview Toeschouwers: 0 Scheidsrechter: Rubiel Vazquez (USA) |
| 15 juni WK-kwalificatie Tweede ronde № 412 «onderlinge duels» 20:05 uur (UTC−5) | Josué Duverger 46' (e.d.) Cyle Larin 74' Junior Hoilett 89' |       |       | Toyota Park, Bridgeview Toeschouwers: 0 Scheidsrechter: Rubiel Vazquez (USA) |

| CONCACAF Gold Cup 2021 |
| ---------------------- |

|                                                  |                                                                            |       |                      | |
| 11 juli Gold Cup Groep B № 413 18:30 uur (UTC−4) | Canada                                                                     | 4 – 1 | Martinique           | Children's Mercy Park, Kansas City Toeschouwers: 12.664 Scheidsrechter: Iván Barton (SLV) Video-assistent: Edvin Jurisevic (USA) |
| 11 juli Gold Cup Groep B № 413 18:30 uur (UTC−4) | Cyle Larin 16' Jonathan Osorio 20' Stephen Eustáquio 26' Theo Corbeanu 89' |       | 10' Emmanuel Rivière | Children's Mercy Park, Kansas City Toeschouwers: 12.664 Scheidsrechter: Iván Barton (SLV) Video-assistent: Edvin Jurisevic (USA) |

|                                                                     |                      |       |                                                                                     | |
| 15 juli Gold Cup Groep B № 414 «onderlinge duels» 19:30 uur (UTC−4) | Haïti                | 1 – 4 | Canada                                                                              | Children's Mercy Park, Kansas City Toeschouwers: 7.511 Scheidsrechter: Juan Gabriel Calderón (CRC) Video-assistent: Allen Chapman (USA) |
| 15 juli Gold Cup Groep B № 414 «onderlinge duels» 19:30 uur (UTC−4) | Stéphane Lambese 56' |       | 5' Stephen Eustáquio 51' Cyle Larin 74' (pen.) Cyle Larin 79' (pen.) Junior Hoilett | Children's Mercy Park, Kansas City Toeschouwers: 7.511 Scheidsrechter: Juan Gabriel Calderón (CRC) Video-assistent: Allen Chapman (USA) |

|                                                                     |                  |       |        | |
| 18 juli Gold Cup Groep B № 415 «onderlinge duels» 17:00 uur (UTC−4) | Verenigde Staten | 1 – 0 | Canada | Children's Mercy Park, Kansas City Toeschouwers: 18.467 Scheidsrechter: Adonai Escobedo (MEX) Video-assistent: Carlos Ayala (MEX) |
| 18 juli Gold Cup Groep B № 415 «onderlinge duels» 17:00 uur (UTC−4) | Shaq Moore 1'    |       |        | Children's Mercy Park, Kansas City Toeschouwers: 18.467 Scheidsrechter: Adonai Escobedo (MEX) Video-assistent: Carlos Ayala (MEX) |

|                                                                         |            |                                          |        | |
| 25 juli Gold Cup Kwartfinale № 416 «onderlinge duels» 19:00 uur (UTC−5) | Costa Rica | 0 – 2                                    | Canada | AT&T Stadium, Arlington Toeschouwers: 41.318 Scheidsrechter: Jair Marrufo (USA) Video-assistent: Bakary Gassama (GAM) |
| 25 juli Gold Cup Kwartfinale № 416 «onderlinge duels» 19:00 uur (UTC−5) |            | 18' Junior Hoilett 69' Stephen Eustáquio |        | AT&T Stadium, Arlington Toeschouwers: 41.318 Scheidsrechter: Jair Marrufo (USA) Video-assistent: Bakary Gassama (GAM) |

|                                                                          |                                                  |       |                    | |
| 29 juli Gold Cup Halve finale № 417 «onderlinge duels» 22:00 uur (UTC−5) | Mexico                                           | 2 – 1 | Canada             | NRG Stadium, Houston Toeschouwers: 70.304 Scheidsrechter: Daneon Parchment (JAM) Video-assistent: Allen Chapman (USA) |
| 29 juli Gold Cup Halve finale № 417 «onderlinge duels» 22:00 uur (UTC−5) | Orbelín Pineda 45+2' (pen.) Héctor Herrera 90+9' |       | 57' Tajon Buchanan | NRG Stadium, Houston Toeschouwers: 70.304 Scheidsrechter: Daneon Parchment (JAM) Video-assistent: Allen Chapman (USA) |

|  |  |  |  |  |  |  |  |  |

|                                                                                    |                       |       |                            |                                                                                 |
| 2 september WK-kwalificatie Finaleronde № 418 «onderlinge duels» 20:05 uur (UTC−4) | Canada                | 1 – 1 | Honduras                   | BMO Field, Toronto Toeschouwers: 14.822 Scheidsrechter: Fernando Guerrero (MEX) |
| 2 september WK-kwalificatie Finaleronde № 418 «onderlinge duels» 20:05 uur (UTC−4) | Cyle Larin 66' (pen.) |       | 40' (pen.) Alexander López | BMO Field, Toronto Toeschouwers: 14.822 Scheidsrechter: Fernando Guerrero (MEX) |

|                                                                                    |                      |       |                |                                                                                    |
| 5 september WK-kwalificatie Finaleronde № 419 «onderlinge duels» 19:00 uur (UTC−5) | Verenigde Staten     | 1 – 1 | Canada         | Nissan Stadium, Nashville Toeschouwers: 43.028 Scheidsrechter: Oshane Nation (JAM) |
| 5 september WK-kwalificatie Finaleronde № 419 «onderlinge duels» 19:00 uur (UTC−5) | Brenden Aaronson 55' |       | 62' Cyle Larin | Nissan Stadium, Nashville Toeschouwers: 43.028 Scheidsrechter: Oshane Nation (JAM) |

|                                                                                    |                                                           |       |             |                                                                               |
| 8 september WK-kwalificatie Finaleronde № 420 «onderlinge duels» 19:30 uur (UTC−4) | Canada                                                    | 3 – 0 | El Salvador | BMO Field, Toronto Toeschouwers: 15.000 Scheidsrechter: Ricardo Montero (CRC) |
| 8 september WK-kwalificatie Finaleronde № 420 «onderlinge duels» 19:30 uur (UTC−4) | Atiba Hutchinson 6' Jonathan David 11' Tajon Buchanan 59' |       |             | BMO Field, Toronto Toeschouwers: 15.000 Scheidsrechter: Ricardo Montero (CRC) |

|                                                                                  |                   |       |                     |                                                                                       |
| 7 oktober WK-kwalificatie Finaleronde № 421 «onderlinge duels» 20:40 uur (UTC−5) | Mexico            | 1 – 1 | Canada              | Aztekenstadion, Mexico-Stad Toeschouwers: 61.200 Scheidsrechter: Ismael Cornejo (SLV) |
| 7 oktober WK-kwalificatie Finaleronde № 421 «onderlinge duels» 20:40 uur (UTC−5) | Jorge Sánchez 21' |       | 42' Jonathan Osorio | Aztekenstadion, Mexico-Stad Toeschouwers: 61.200 Scheidsrechter: Ismael Cornejo (SLV) |

|                                                                                   |         |       |        |                                                                                  |
| 10 oktober WK-kwalificatie Finaleronde № 422 «onderlinge duels» 17:00 uur (UTC−5) | Jamaica | 0 – 0 | Canada | Independence Park, Kingston Toeschouwers: 0 Scheidsrechter: Keylor Herrera (CRC) |
| 10 oktober WK-kwalificatie Finaleronde № 422 «onderlinge duels» 17:00 uur (UTC−5) |         |       |        | Independence Park, Kingston Toeschouwers: 0 Scheidsrechter: Keylor Herrera (CRC) |

|                                                                                   |                                                                                      |       |                      |                                                                                  |
| 13 oktober WK-kwalificatie Finaleronde № 423 «onderlinge duels» 19:30 uur (UTC−4) | Canada                                                                               | 4 – 1 | Panama               | BMO Field, Toronto Toeschouwers: 26.662 Scheidsrechter: Armando Villarreal (USA) |
| 13 oktober WK-kwalificatie Finaleronde № 423 «onderlinge duels» 19:30 uur (UTC−4) | Michael Murillo 28' (e.d.) Alphonso Davies 66' Tajon Buchanan 71' Jonathan David 78' |       | 5' Rolando Blackburn | BMO Field, Toronto Toeschouwers: 26.662 Scheidsrechter: Armando Villarreal (USA) |

|                                                                                    |                    |       |            |                                                                                         |
| 12 november WK-kwalificatie Finaleronde № 424 «onderlinge duels» 19:05 uur (UTC−7) | Canada             | 1 – 0 | Costa Rica | Commonwealth Stadium, Edmonton Toeschouwers: 48.806 Scheidsrechter: Ismail Elfath (USA) |
| 12 november WK-kwalificatie Finaleronde № 424 «onderlinge duels» 19:05 uur (UTC−7) | Jonathan David 57' |       |            | Commonwealth Stadium, Edmonton Toeschouwers: 48.806 Scheidsrechter: Ismail Elfath (USA) |

|                                                                                    |                                 |       |                    |                                                                                         |
| 16 november WK-kwalificatie Finaleronde № 425 «onderlinge duels» 19:05 uur (UTC−7) | Canada                          | 2 – 1 | Mexico             | Commonwealth Stadium, Edmonton Toeschouwers: 44.212 Scheidsrechter: Mario Escobar (GUA) |
| 16 november WK-kwalificatie Finaleronde № 425 «onderlinge duels» 19:05 uur (UTC−7) | Cyle Larin 45+2' Cyle Larin 52' |       | 90' Héctor Herrera | Commonwealth Stadium, Edmonton Toeschouwers: 44.212 Scheidsrechter: Mario Escobar (GUA) |

### 2022
|                                                                   |        |          |           |                                  |
| 22 januari Vriendschappelijk «onderlinge duels» 18:30 uur (UTC−5) | Canada | Afgelast | Guatemala | DRV PNK Stadium, Fort Lauderdale |
| 22 januari Vriendschappelijk «onderlinge duels» 18:30 uur (UTC−5) |        |          |           | DRV PNK Stadium, Fort Lauderdale |

|                                                                                   |          |                                               |        | |
| 27 januari WK-kwalificatie Finaleronde № 426 «onderlinge duels» 19:05 uur (UTC−6) | Honduras | 0 – 2                                         | Canada | Estadio Olímpico Metropolitano, San Pedro Sula Toeschouwers: 10.000 Scheidsrechter: Daneon Parchment (JAM) |
| 27 januari WK-kwalificatie Finaleronde № 426 «onderlinge duels» 19:05 uur (UTC−6) |          | 10' (e.d.) Denil Maldonado 73' Jonathan David |        | Estadio Olímpico Metropolitano, San Pedro Sula Toeschouwers: 10.000 Scheidsrechter: Daneon Parchment (JAM) |

|                                                                                   |                                  |       |                  |                                                                                           |
| 30 januari WK-kwalificatie Finaleronde № 427 «onderlinge duels» 15:05 uur (UTC−5) | Canada                           | 2 – 0 | Verenigde Staten | Tim Hortons Field, Hamilton Toeschouwers: 12.000 Scheidsrechter: César Arturo Ramos (MEX) |
| 30 januari WK-kwalificatie Finaleronde № 427 «onderlinge duels» 15:05 uur (UTC−5) | Cyle Larin 7' Sam Adekugbe 90+5' |       |                  | Tim Hortons Field, Hamilton Toeschouwers: 12.000 Scheidsrechter: César Arturo Ramos (MEX) |

|                                                                                   |             |                                           |        |                                                                                              |
| 2 februari WK-kwalificatie Finaleronde № 428 «onderlinge duels» 20:00 uur (UTC−6) | El Salvador | 0 – 2                                     | Canada | Estadio Cuscatlán, San Salvador Toeschouwers: 9.000 Scheidsrechter: Armando Villarreal (USA) |
| 2 februari WK-kwalificatie Finaleronde № 428 «onderlinge duels» 20:00 uur (UTC−6) |             | 66' Atiba Hutchinson 90+3' Jonathan David |        | Estadio Cuscatlán, San Salvador Toeschouwers: 9.000 Scheidsrechter: Armando Villarreal (USA) |

|                                                                                 |                    |       |        |                                                                                     |
| 24 maart WK-kwalificatie Finaleronde № 429 «onderlinge duels» 20:05 uur (UTC−6) | Costa Rica         | 1 – 0 | Canada | Estadio Nacional, San José Toeschouwers: 34.000 Scheidsrechter: Said Martínez (HON) |
| 24 maart WK-kwalificatie Finaleronde № 429 «onderlinge duels» 20:05 uur (UTC−6) | Celso Borges 45+1' |       |        | Estadio Nacional, San José Toeschouwers: 34.000 Scheidsrechter: Said Martínez (HON) |

|                                                                                 |                                                                                 |       |         |                                                                                 |
| 27 maart WK-kwalificatie Finaleronde № 430 «onderlinge duels» 16:05 uur (UTC−4) | Canada                                                                          | 4 – 0 | Jamaica | BMO Field, Toronto Toeschouwers: 29.122 Scheidsrechter: Fernando Guerrero (MEX) |
| 27 maart WK-kwalificatie Finaleronde № 430 «onderlinge duels» 16:05 uur (UTC−4) | Cyle Larin 13' Tajon Buchanan 44' Junior Hoilett 83' Adrian Mariappa 88' (e.d.) |       |         | BMO Field, Toronto Toeschouwers: 29.122 Scheidsrechter: Fernando Guerrero (MEX) |

|                                                                                 |                    |       |        |                                                                                              |
| 30 maart WK-kwalificatie Finaleronde № 431 «onderlinge duels» 20:05 uur (UTC−5) | Panama             | 1 – 0 | Canada | Estadio Rommel Fernández, Panama-Stad Toeschouwers: 8.000 Scheidsrechter: Jair Marrufo (USA) |
| 30 maart WK-kwalificatie Finaleronde № 431 «onderlinge duels» 20:05 uur (UTC−5) | Gabriel Torres 49' |       |        | Estadio Rommel Fernández, Panama-Stad Toeschouwers: 8.000 Scheidsrechter: Jair Marrufo (USA) |

|                                                                                   |                                                                                       |       |         |                                                                                     |
| 9 juni CONCACAF Nations League Groep C № 432 «onderlinge duels» 19:30 uur (UTC−7) | Canada                                                                                | 4 – 0 | Curaçao | BC Place Stadium, Vancouver Toeschouwers: 17.216 Scheidsrechter: Nima Saghafi (USA) |
| 9 juni CONCACAF Nations League Groep C № 432 «onderlinge duels» 19:30 uur (UTC−7) | Alphonso Davies 27' (pen.) Steven Vitória 42' Alphonso Davies 71' Lucas Cavallini 85' |       |         | BC Place Stadium, Vancouver Toeschouwers: 17.216 Scheidsrechter: Nima Saghafi (USA) |

|                                                                                    |                                    |       |                    | |
| 13 juni CONCACAF Nations League Groep C № 433 «onderlinge duels» 20:00 uur (UTC−6) | Honduras                           | 2 – 1 | Canada             | Estadio Olímpico Metropolitano, San Pedro Sula Toeschouwers: 13.000 Scheidsrechter: Mario Escobar (GUA) |
| 13 juni CONCACAF Nations League Groep C № 433 «onderlinge duels» 20:00 uur (UTC−6) | Kevin López 13' Kervin Arriaga 78' |       | 86' Jonathan David | Estadio Olímpico Metropolitano, San Pedro Sula Toeschouwers: 13.000 Scheidsrechter: Mario Escobar (GUA) |

|                                                                           |                                  |       |       |                                                                                     |
| 23 september Vriendschappelijk № 434 «onderlinge duels» 19:00 uur (UTC+2) | Canada                           | 2 – 0 | Qatar | Generali Arena, Wenen Toeschouwers: 150 Scheidsrechter: Manuel Schüttengruber (AUT) |
| 23 september Vriendschappelijk № 434 «onderlinge duels» 19:00 uur (UTC+2) | Cyle Larin 4' Jonathan David 13' |       |       | Generali Arena, Wenen Toeschouwers: 150 Scheidsrechter: Manuel Schüttengruber (AUT) |

|                                                                           |        |                                        |         |                                                                                                |
| 27 september Vriendschappelijk № 435 «onderlinge duels» 18:00 uur (UTC+2) | Canada | 0 – 2                                  | Uruguay | Národný futbalový štadión, Bratislava Toeschouwers: 4.500 Scheidsrechter: Peter Kralović (SVK) |
| 27 september Vriendschappelijk № 435 «onderlinge duels» 18:00 uur (UTC+2) |        | 4' Nicolás De La Cruz 33' Darwin Núñez |         | Národný futbalový štadión, Bratislava Toeschouwers: 4.500 Scheidsrechter: Peter Kralović (SVK) |

|                                                                          |                                                      |       |                                     | |
| 11 november Vriendschappelijk № 436 «onderlinge duels» 18:30 uur (UTC+3) | Bahrein                                              | 2 – 2 | Canada                              | Khalifa Sports City Stadion, Madinat Isa Toeschouwers: 1.000 Scheidsrechter: Abdullah Jamali (KUW) |
| 11 november Vriendschappelijk № 436 «onderlinge duels» 18:30 uur (UTC+3) | Mahdi Al-Humaidan 13' Abdulla Yusuf Helal 65' (pen.) |       | 6' Ismaël Koné 81' (e.d.) Ali Haram | Khalifa Sports City Stadion, Madinat Isa Toeschouwers: 1.000 Scheidsrechter: Abdullah Jamali (KUW) |

|                                                                          |              |       |                                                 | |
| 17 november Vriendschappelijk № 437 «onderlinge duels» 17:40 uur (UTC+4) | Japan        | 1 – 2 | Canada                                          | Al-Maktoumstadion, Dubai Toeschouwers: 2.971 Scheidsrechter: Omar Mohamed Al Ali (VAE) Video-assistent: Sultan Mohamed Al Hammadi (VAE) |
| 17 november Vriendschappelijk № 437 «onderlinge duels» 17:40 uur (UTC+4) | Yuki Soma 9' |       | 21' Steven Vitória 90+5' (pen.) Lucas Cavallini | Al-Maktoumstadion, Dubai Toeschouwers: 2.971 Scheidsrechter: Omar Mohamed Al Ali (VAE) Video-assistent: Sultan Mohamed Al Hammadi (VAE) |

| Wereldkampioenschap voetbal 2022 |
| -------------------------------- |

|                                                                        |                     |         |        | |
| 23 november WK 2022 Groep F № 438 «onderlinge duels» 22:00 uur (UTC+3) | België              | 1 – 0   | Canada | Ahmed bin Alistadion, Ar Rayyan Toeschouwers: 40.432 Scheidsrechter: Janny Sikazwe (ZAM) Video-assistent: Juan Soto (VEN) |
| 23 november WK 2022 Groep F № 438 «onderlinge duels» 22:00 uur (UTC+3) | Michy Batshuayi 44' | Verslag |        | Ahmed bin Alistadion, Ar Rayyan Toeschouwers: 40.432 Scheidsrechter: Janny Sikazwe (ZAM) Video-assistent: Juan Soto (VEN) |

|                                                                        |                                                                            |         |                    | |
| 27 november WK 2022 Groep F № 439 «onderlinge duels» 19:00 uur (UTC+3) | Kroatië                                                                    | 4 – 1   | Canada             | Khalifa Internationaal Stadion, Ar Rayyan Toeschouwers: 44.374 Scheidsrechter: Andrés Matonte (URU) Video-assistent: Mauro Vigliano (ARG) |
| 27 november WK 2022 Groep F № 439 «onderlinge duels» 19:00 uur (UTC+3) | Andrej Kramarić 36' Marko Livaja 44' Andrej Kramarić 70' Lovro Majer 90+4' | Verslag | 2' Alphonso Davies | Khalifa Internationaal Stadion, Ar Rayyan Toeschouwers: 44.374 Scheidsrechter: Andrés Matonte (URU) Video-assistent: Mauro Vigliano (ARG) |

|                                                                       |                         |         |                                       | |
| 1 december WK 2022 Groep F № 440 «onderlinge duels» 18:00 uur (UTC+3) | Canada                  | 1 – 2   | Marokko                               | Al Thumamastadion, Doha Toeschouwers: 43.102 Scheidsrechter: Raphael Claus (BRA) Video-assistent: Julio Bascuñán (CHI) |
| 1 december WK 2022 Groep F № 440 «onderlinge duels» 18:00 uur (UTC+3) | Nayef Aguerd 40' (e.d.) | Verslag | 4' Hakim Ziyech 23' Youssef En-Nesyri | Al Thumamastadion, Doha Toeschouwers: 43.102 Scheidsrechter: Raphael Claus (BRA) Video-assistent: Julio Bascuñán (CHI) |

|  |  |  |  |  |  |  |  |  |

### 2023
|                                                                                     |         |                                   |        |                                                                                                 |
| 25 maart CONCACAF Nations League Groep C № 441 «onderlinge duels» 21:00 uur (UTC−4) | Curaçao | 0 – 2                             | Canada | Ergilio Hatostadion, Willemstad Toeschouwers: 7.800 Scheidsrechter: Juan Gabriel Calderón (CRC) |
| 25 maart CONCACAF Nations League Groep C № 441 «onderlinge duels» 21:00 uur (UTC−4) |         | 23' Jonathan David 43' Cyle Larin |        | Ergilio Hatostadion, Willemstad Toeschouwers: 7.800 Scheidsrechter: Juan Gabriel Calderón (CRC) |

|                                                                                     |                                                                     |       |                    |                                                                           |
| 28 maart CONCACAF Nations League Groep C № 442 «onderlinge duels» 20:00 uur (UTC−4) | Canada                                                              | 4 – 1 | Honduras           | BMO Field, Toronto Toeschouwers: 13.626 Scheidsrechter: Iván Barton (SLV) |
| 28 maart CONCACAF Nations League Groep C № 442 «onderlinge duels» 20:00 uur (UTC−4) | Cyle Larin 9' Cyle Larin 12' Jonathan David 50' Jonathan Osorio 87' |       | 73' Jorge Benguché | BMO Field, Toronto Toeschouwers: 13.626 Scheidsrechter: Iván Barton (SLV) |

|                                                                                         |        |                                        |        | |
| 15 juni CONCACAF Nations League Halve finale № 443 «onderlinge duels» 16:00 uur (UTC−7) | Panama | 0 – 2                                  | Canada | Allegiant Stadium, Paradise Toeschouwers: 65.000 Scheidsrechter: Juan Gabriel Calderón (CRC) Video-assistent: Benjamín Pineda (CRC) |
| 15 juni CONCACAF Nations League Halve finale № 443 «onderlinge duels» 16:00 uur (UTC−7) |        | 25' Jonathan David 70' Alphonso Davies |        | Allegiant Stadium, Paradise Toeschouwers: 65.000 Scheidsrechter: Juan Gabriel Calderón (CRC) Video-assistent: Benjamín Pineda (CRC) |

|                                                                                   |        |                                        |                  | |
| 18 juni CONCACAF Nations League Finale № 444 «onderlinge duels» 18:00 uur (UTC−7) | Canada | 0 – 2                                  | Verenigde Staten | Allegiant Stadium, Paradise Toeschouwers: 35.000 Scheidsrechter: Said Martínez (HON) Video-assistent: Ricardo Montero (CRC) |
| 18 juni CONCACAF Nations League Finale № 444 «onderlinge duels» 18:00 uur (UTC−7) |        | 12' Chris Richards 34' Folarin Balogun |                  | Allegiant Stadium, Paradise Toeschouwers: 35.000 Scheidsrechter: Said Martínez (HON) Video-assistent: Ricardo Montero (CRC) |

| CONCACAF Gold Cup 2023 |
| ---------------------- |

|                                                  |                                           |       |                                                     | |
| 27 juni Gold Cup Groep D № 445 19:00 uur (UTC−4) | Canada                                    | 2 – 2 | Guadeloupe                                          | BMO Field, Toronto Toeschouwers: 15.301 Scheidsrechter: Rubiel Vazquez (USA) Video-assistent: Jorge Pérez Durán (MEX) |
| 27 juni Gold Cup Groep D № 445 19:00 uur (UTC−4) | Lucas Cavallini 49' Meddy Lina 70' (e.d.) |       | 23' Thierry Ambrose 90+3' (e.d.) Jacen Russell-Rowe | BMO Field, Toronto Toeschouwers: 15.301 Scheidsrechter: Rubiel Vazquez (USA) Video-assistent: Jorge Pérez Durán (MEX) |

|                                                                    |           |       |        | |
| 1 juli Gold Cup Groep D № 446 «onderlinge duels» 20:30 uur (UTC−5) | Guatemala | 0 – 0 | Canada | Shell Energy Stadium, Houston Toeschouwers: 19.766 Scheidsrechter: Marco Ortíz (MEX) Video-assistent: Luis Enrique Santander (MEX) |
| 1 juli Gold Cup Groep D № 446 «onderlinge duels» 20:30 uur (UTC−5) |           |       |        | Shell Energy Stadium, Houston Toeschouwers: 19.766 Scheidsrechter: Marco Ortíz (MEX) Video-assistent: Luis Enrique Santander (MEX) |

|                                                                    |                                                                                 |       |                                                    | |
| 4 juli Gold Cup Groep D № 447 «onderlinge duels» 17:30 uur (UTC−5) | Canada                                                                          | 4 – 2 | Cuba                                               | Shell Energy Stadium, Houston Toeschouwers: 20.002 Scheidsrechter: Keylor Herrera (CRC) Video-assistent: Tim Ford (USA) |
| 4 juli Gold Cup Groep D № 447 «onderlinge duels» 17:30 uur (UTC−5) | Junior Hoilett 21' (pen.) Jonathan Osorio 27' Jayden Nelson 47' Liam Millar 62' |       | 45+4' (pen.) Luis Paradela 89' (pen.) Maikel Reyes | Shell Energy Stadium, Houston Toeschouwers: 20.002 Scheidsrechter: Keylor Herrera (CRC) Video-assistent: Tim Ford (USA) |

|                                                                        |                                                           |              |                                                                                 | |
| 9 juli Gold Cup Kwartfinale № 448 «onderlinge duels» 19:30 uur (UTC−4) | Verenigde Staten                                          | 2 – 2 (n.v.) | Canada                                                                          | TQL Stadium, Cincinnati Toeschouwers: 24.979 Scheidsrechter: Marco Ortíz (MEX) Video-assistent: Luis Enrique Santander (MEX) |
| 9 juli Gold Cup Kwartfinale № 448 «onderlinge duels» 19:30 uur (UTC−4) | Brandon Vázquez 88' Scott Kennedy 114' (e.d.)             |              | 90+3' (pen.) Steven Vitória 109' Jacob Shaffelburg                              | TQL Stadium, Cincinnati Toeschouwers: 24.979 Scheidsrechter: Marco Ortíz (MEX) Video-assistent: Luis Enrique Santander (MEX) |
| 9 juli Gold Cup Kwartfinale № 448 «onderlinge duels» 19:30 uur (UTC−4) | Strafschoppen                                             |              |                                                                                 | TQL Stadium, Cincinnati Toeschouwers: 24.979 Scheidsrechter: Marco Ortíz (MEX) Video-assistent: Luis Enrique Santander (MEX) |
| 9 juli Gold Cup Kwartfinale № 448 «onderlinge duels» 19:30 uur (UTC−4) | Brandon Vázquez Cade Cowell Gianluca Busio Jesús Ferreira | 3 – 2        | Steven Vitória Liam Fraser Kamal Miller Jacen Russell-Rowe Charles-Andreas Brym | TQL Stadium, Cincinnati Toeschouwers: 24.979 Scheidsrechter: Marco Ortíz (MEX) Video-assistent: Luis Enrique Santander (MEX) |

|  |  |  |  |  |  |  |  |  |

|                                                                         |                                                                          |       |                    | |
| 13 oktober Vriendschappelijk № 449 «onderlinge duels» 19:35 uur (UTC+9) | Japan                                                                    | 4 – 1 | Canada             | Denka Big Swan Stadium, Niigata Toeschouwers: 37.125 Scheidsrechter: Alex King (AUS) Video-assistent: Wang Di (CHN) |
| 13 oktober Vriendschappelijk № 449 «onderlinge duels» 19:35 uur (UTC+9) | Ao Tanaka 2' Alphonso Davies 40' (e.d.) Keito Nakamura 42' Ao Tanaka 49' |       | 89' Junior Hoilett | Denka Big Swan Stadium, Niigata Toeschouwers: 37.125 Scheidsrechter: Alex King (AUS) Video-assistent: Wang Di (CHN) |

|                                                                                            |                      |       |                                            |                                                              |
| 18 november CONCACAF Nations League Kwartfinale № 450 «onderlinge duels» 10:30 uur (UTC−5) | Jamaica              | 1 – 2 | Canada                                     | Independence Park, Kingston Scheidsrechter: Tori Penso (USA) |
| 18 november CONCACAF Nations League Kwartfinale № 450 «onderlinge duels» 10:30 uur (UTC−5) | Shamar Nicholson 56' |       | 45+1' Jonathan David 86' Stephen Eustáquio | Independence Park, Kingston Scheidsrechter: Tori Penso (USA) |

|                                                                                            |                                     |       |                                                                           |                                                                                  |
| 21 november CONCACAF Nations League Kwartfinale № 451 «onderlinge duels» 19:30 uur (UTC−5) | Canada                              | 2 – 3 | Jamaica                                                                   | BMO Field, Toronto Toeschouwers: 17.588 Scheidsrechter: César Arturo Ramos (MEX) |
| 21 november CONCACAF Nations League Kwartfinale № 451 «onderlinge duels» 19:30 uur (UTC−5) | Alphonso Davies 25' Ismaël Koné 69' |       | 63' Shamar Nicholson 66' Shamar Nicholson 78' (pen.) Bobby Decordova-Reid | BMO Field, Toronto Toeschouwers: 17.588 Scheidsrechter: César Arturo Ramos (MEX) |

### 2024
|                                                                                    |                                        |       |                    | |
| 23 maart Copa América 2024 kwalificatie № 452 «onderlinge duels» 15:00 uur (UTC−5) | Canada                                 | 2 – 0 | Trinidad en Tobago | Toyota Stadium, Frisco Toeschouwers: 15.299 Scheidsrechter: Marco Ortíz (MEX) Video-assistent: Erick Miranda (MEX) |
| 23 maart Copa América 2024 kwalificatie № 452 «onderlinge duels» 15:00 uur (UTC−5) | Cyle Larin 61' Jacob Shaffelburg 90+1' |       |                    | Toyota Stadium, Frisco Toeschouwers: 15.299 Scheidsrechter: Marco Ortíz (MEX) Video-assistent: Erick Miranda (MEX) |

|                                                                     |                                                                              |       |        | |
| 6 juni Vriendschappelijk № 453 «onderlinge duels» 20:45 uur (UTC+2) | Nederland                                                                    | 4 – 0 | Canada | Stadion Feijenoord, Rotterdam Toeschouwers: 37.000 Scheidsrechter: Rohit Saggi (NOR) Video-assistent: Tom Harald Hagen (NOR) |
| 6 juni Vriendschappelijk № 453 «onderlinge duels» 20:45 uur (UTC+2) | Memphis Depay 50' Jeremie Frimpong 57' Wout Weghorst 63' Virgil van Dijk 83' |       |        | Stadion Feijenoord, Rotterdam Toeschouwers: 37.000 Scheidsrechter: Rohit Saggi (NOR) Video-assistent: Tom Harald Hagen (NOR) |

|                                                                     |           |       |        | |
| 9 juni Vriendschappelijk № 454 «onderlinge duels» 21:15 uur (UTC+2) | Frankrijk | 0 – 0 | Canada | Matmut Atlantique, Bordeaux Toeschouwers: 40.835 Scheidsrechter: Fábio Veríssimo (POR) Video-assistent: Rui da Costa (POR) |
| 9 juni Vriendschappelijk № 454 «onderlinge duels» 21:15 uur (UTC+2) |           |       |        | Matmut Atlantique, Bordeaux Toeschouwers: 40.835 Scheidsrechter: Fábio Veríssimo (POR) Video-assistent: Rui da Costa (POR) |

| Copa América 2024 |
| ----------------- |

|                                                                         |                                         |       |        |                                                                                            |
| 20 juni Copa América Groep A № 455 «onderlinge duels» 20:00 uur (UTC−4) | Argentinië                              | 2 – 0 | Canada | Mercedes-Benz Stadium, Atlanta Toeschouwers: 70.564 Scheidsrechter: Jesús Valenzuela (VEN) |
| 20 juni Copa América Groep A № 455 «onderlinge duels» 20:00 uur (UTC−4) | Julián Álvarez 49' Lautaro Martínez 88' |       |        | Mercedes-Benz Stadium, Atlanta Toeschouwers: 70.564 Scheidsrechter: Jesús Valenzuela (VEN) |

|                                                                         |      |                    |        |                                                                                             |
| 25 juni Copa América Groep A № 456 «onderlinge duels» 17:00 uur (UTC−5) | Peru | 0 – 1              | Canada | Children's Mercy Park, Kansas City Toeschouwers: 15.625 Scheidsrechter: Mario Escobar (GUA) |
| 25 juni Copa América Groep A № 456 «onderlinge duels» 17:00 uur (UTC−5) |      | 74' Jonathan David |        | Children's Mercy Park, Kansas City Toeschouwers: 15.625 Scheidsrechter: Mario Escobar (GUA) |

|                                                                         |        |       |       |                                                                                    |
| 29 juni Copa América Groep A № 457 «onderlinge duels» 20:00 uur (UTC−4) | Canada | 0 – 0 | Chili | Inter&Co Stadium, Orlando Toeschouwers: 24.481 Scheidsrechter: Wilmar Roldán (COL) |
| 29 juni Copa América Groep A № 457 «onderlinge duels» 20:00 uur (UTC−4) |        |       |       | Inter&Co Stadium, Orlando Toeschouwers: 24.481 Scheidsrechter: Wilmar Roldán (COL) |

|                                                                            |                                                                                          |              |                                                                                        |                                                                                           |
| 5 juli Copa América Kwartfinale № 458 «onderlinge duels» 20:00 uur (UTC−5) | Venezuela                                                                                | 1 – 1 (n.v.) | Canada                                                                                 | AT&T Stadium, Arlington Toeschouwers: 51.080 Scheidsrechter: Wilton Pereira Sampaio (BRA) |
| 5 juli Copa América Kwartfinale № 458 «onderlinge duels» 20:00 uur (UTC−5) | Salomón Rondón 65'                                                                       |              | 13' Jacob Shaffelburg                                                                  | AT&T Stadium, Arlington Toeschouwers: 51.080 Scheidsrechter: Wilton Pereira Sampaio (BRA) |
| 5 juli Copa América Kwartfinale № 458 «onderlinge duels» 20:00 uur (UTC−5) | Strafschoppen                                                                            |              |                                                                                        | AT&T Stadium, Arlington Toeschouwers: 51.080 Scheidsrechter: Wilton Pereira Sampaio (BRA) |
| 5 juli Copa América Kwartfinale № 458 «onderlinge duels» 20:00 uur (UTC−5) | Salomón Rondón Yangel Herrera Tomás Rincón Jefferson Savarino Jhonder Cádiz Wilker Ángel | 3 – 4        | Jonathan David Liam Millar Moïse Bombito Stephen Eustáquio Alphonso Davies Ismaël Koné | AT&T Stadium, Arlington Toeschouwers: 51.080 Scheidsrechter: Wilton Pereira Sampaio (BRA) |

|                                                                             |                                     |       |        |                                                                                        |
| 9 juli Copa América Halve finale № 459 «onderlinge duels» 20:00 uur (UTC−4) | Argentinië                          | 2 – 0 | Canada | MetLife Stadium, East Rutherford Toeschouwers: 80.102 Scheidsrechter: Piero Maza (CHI) |
| 9 juli Copa América Halve finale № 459 «onderlinge duels» 20:00 uur (UTC−4) | Julián Álvarez 22' Lionel Messi 51' |       |        | MetLife Stadium, East Rutherford Toeschouwers: 80.102 Scheidsrechter: Piero Maza (CHI) |

|                                                                              |                                                                            |              |                                                                        |                                                                                              |
| 13 juli Copa América Troostfinale № 460 «onderlinge duels» 20:00 uur (UTC−4) | Canada                                                                     | 2 – 2 (n.v.) | Uruguay                                                                | Bank of America Stadium, Charlotte Toeschouwers: 24.386 Scheidsrechter: Alexis Herrera (VEN) |
| 13 juli Copa América Troostfinale № 460 «onderlinge duels» 20:00 uur (UTC−4) | Ismaël Koné 22' Jonathan David 80'                                         |              | 8' Rodrigo Bentancur 90+2' Luis Suárez                                 | Bank of America Stadium, Charlotte Toeschouwers: 24.386 Scheidsrechter: Alexis Herrera (VEN) |
| 13 juli Copa América Troostfinale № 460 «onderlinge duels» 20:00 uur (UTC−4) | Strafschoppen                                                              |              |                                                                        | Bank of America Stadium, Charlotte Toeschouwers: 24.386 Scheidsrechter: Alexis Herrera (VEN) |
| 13 juli Copa América Troostfinale № 460 «onderlinge duels» 20:00 uur (UTC−4) | Jonathan David Moïse Bombito Ismaël Koné Mathieu Choinière Alphonso Davies | 3 – 4        | Federico Valverde Rodrigo Bentancur Giorgian De Arrascaeta Luis Suárez | Bank of America Stadium, Charlotte Toeschouwers: 24.386 Scheidsrechter: Alexis Herrera (VEN) |

|  |  |  |  |  |  |  |  |  |

|                                                                          |                      |       |                                          | |
| 7 september Vriendschappelijk № 461 «onderlinge duels» 15:05 uur (UTC−5) | Verenigde Staten     | 1 – 2 | Canada                                   | Children's Mercy Park, Kansas City (Kansas) Toeschouwers: 10.523 Scheidsrechter: Keylor Herrera (CRC) |
| 7 september Vriendschappelijk № 461 «onderlinge duels» 15:05 uur (UTC−5) | Luca de la Torre 66' |       | 17' Jacob Shaffelburg 58' Jonathan David | Children's Mercy Park, Kansas City (Kansas) Toeschouwers: 10.523 Scheidsrechter: Keylor Herrera (CRC) |

|                                                                           |        |       |        |                                                                                 |
| 10 september Vriendschappelijk № 462 «onderlinge duels» 20:00 uur (UTC−5) | Mexico | 0 – 0 | Canada | AT&T Stadium, Arlington Toeschouwers: 32.623 Scheidsrechter: Victor Rivas (USA) |
| 10 september Vriendschappelijk № 462 «onderlinge duels» 20:00 uur (UTC−5) |        |       |        | AT&T Stadium, Arlington Toeschouwers: 32.623 Scheidsrechter: Victor Rivas (USA) |

|                                                                         |                                   |       |                  |                                                                          |
| 15 oktober Vriendschappelijk № 463 «onderlinge duels» 19:30 uur (UTC−4) | Canada                            | 2 – 1 | Panama           | BMO Field, Toronto Toeschouwers: 23.315 Scheidsrechter: Tori Penso (USA) |
| 15 oktober Vriendschappelijk № 463 «onderlinge duels» 19:30 uur (UTC−4) | Cyle Larin 44' Jonathan David 87' |       | 69' José Fajardo | BMO Field, Toronto Toeschouwers: 23.315 Scheidsrechter: Tori Penso (USA) |

|                                                                                            |          |                    |        | |
| 15 november CONCACAF Nations League Kwartfinale № 464 «onderlinge duels» 20:30 uur (UTC−3) | Suriname | 0 – 1              | Canada | Dr. Ir. Franklin Essed Stadion, Paramaribo Toeschouwers: 3.500 Scheidsrechter: Oshane Nation (JAM) |
| 15 november CONCACAF Nations League Kwartfinale № 464 «onderlinge duels» 20:30 uur (UTC−3) |          | 82' Junior Hoilett |        | Dr. Ir. Franklin Essed Stadion, Paramaribo Toeschouwers: 3.500 Scheidsrechter: Oshane Nation (JAM) |

|                                                                                            |                                                                |       |          |                                                                            |
| 19 november CONCACAF Nations League Kwartfinale № 465 «onderlinge duels» 19:30 uur (UTC−5) | Canada                                                         | 3 – 0 | Suriname | BMO Field, Toronto Toeschouwers: 13.239 Scheidsrechter: Katia García (MEX) |
| 19 november CONCACAF Nations League Kwartfinale № 465 «onderlinge duels» 19:30 uur (UTC−5) | Jonathan David 23' Jacob Shaffelburg 30' Jacob Shaffelburg 67' |       |          | BMO Field, Toronto Toeschouwers: 13.239 Scheidsrechter: Katia García (MEX) |

### 2025
|                                                                                          |        |                                  |        | |
| 20 maart CONCACAF Nations League Halve finale № 466 «onderlinge duels» 19:30 uur (UTC−7) | Canada | 0 – 2                            | Mexico | SoFi Stadium, Inglewood Toeschouwers: 50.295 Scheidsrechter: Said Martínez (HON) Video-assistent: Benjamín Pineda (CRC) |
| 20 maart CONCACAF Nations League Halve finale № 466 «onderlinge duels» 19:30 uur (UTC−7) |        | 1' Raúl Jiménez 75' Raúl Jiménez |        | SoFi Stadium, Inglewood Toeschouwers: 50.295 Scheidsrechter: Said Martínez (HON) Video-assistent: Benjamín Pineda (CRC) |

|                                                                                          |                                       |       |                      | |
| 23 maart CONCACAF Nations League Troostfinale № 467 «onderlinge duels» 15:00 uur (UTC−7) | Canada                                | 2 – 1 | Verenigde Staten     | SoFi Stadium, Inglewood Scheidsrechter: Katia Itzel García (MEX) Video-assistent: Guillermo Pacheco (MEX) |
| 23 maart CONCACAF Nations League Troostfinale № 467 «onderlinge duels» 15:00 uur (UTC−7) | Tani Oluwaseyi 27' Jonathan David 59' |       | 35' Patrick Agyemang | SoFi Stadium, Inglewood Scheidsrechter: Katia Itzel García (MEX) Video-assistent: Guillermo Pacheco (MEX) |

|                                                                     |        |   |          |                                                                |
| 7 juni Vriendschappelijk № 468 «onderlinge duels» 15:30 uur (UTC−4) | Canada | – | Oekraïne | BMO Field, Toronto Toeschouwers: n.n.b. Scheidsrechter: n.n.b. |
| 7 juni Vriendschappelijk № 468 «onderlinge duels» 15:30 uur (UTC−4) |        |   |          | BMO Field, Toronto Toeschouwers: n.n.b. Scheidsrechter: n.n.b. |

|                                                                      |        |   |           |                                                                |
| 10 juni Vriendschappelijk № 469 «onderlinge duels» 20:30 uur (UTC−4) | Canada | – | Ivoorkust | BMO Field, Toronto Toeschouwers: n.n.b. Scheidsrechter: n.n.b. |
| 10 juni Vriendschappelijk № 469 «onderlinge duels» 20:30 uur (UTC−4) |        |   |           | BMO Field, Toronto Toeschouwers: n.n.b. Scheidsrechter: n.n.b. |

| CONCACAF Gold Cup 2025 |
| ---------------------- |

|                                                                     |        |   |          |                                                                         |
| 17 juni Gold Cup Groep B № 470 «onderlinge duels» 19:30 uur (UTC−7) | Canada | – | Honduras | BC Place Stadium, Vancouver Toeschouwers: n.n.b. Scheidsrechter: n.n.b. |
| 17 juni Gold Cup Groep B № 470 «onderlinge duels» 19:30 uur (UTC−7) |        |   |          | BC Place Stadium, Vancouver Toeschouwers: n.n.b. Scheidsrechter: n.n.b. |

|                                                                     |         |   |        |                                                                           |
| 21 juni Gold Cup Groep B № 471 «onderlinge duels» 18:00 uur (UTC−5) | Curaçao | – | Canada | Shell Energy Stadium, Houston Toeschouwers: n.n.b. Scheidsrechter: n.n.b. |
| 21 juni Gold Cup Groep B № 471 «onderlinge duels» 18:00 uur (UTC−5) |         |   |        | Shell Energy Stadium, Houston Toeschouwers: n.n.b. Scheidsrechter: n.n.b. |

|                                                                     |        |   |             |                                                                           |
| 24 juni Gold Cup Groep B № 472 «onderlinge duels» 21:00 uur (UTC−5) | Canada | – | El Salvador | Shell Energy Stadium, Houston Toeschouwers: n.n.b. Scheidsrechter: n.n.b. |
| 24 juni Gold Cup Groep B № 472 «onderlinge duels» 21:00 uur (UTC−5) |        |   |             | Shell Energy Stadium, Houston Toeschouwers: n.n.b. Scheidsrechter: n.n.b. |

|  |  |  |  |  |  |  |  |  |

|                                                                       |          |   |        |                                                    |
| 5 september Vriendschappelijk № 473 «onderlinge duels» n.n.b. (UTC+3) | Roemenië | – | Canada | n.n.b. Toeschouwers: n.n.b. Scheidsrechter: n.n.b. |
| 5 september Vriendschappelijk № 473 «onderlinge duels» n.n.b. (UTC+3) |          |   |        | n.n.b. Toeschouwers: n.n.b. Scheidsrechter: n.n.b. |

|                                                                          |       |   |        |                                                                          |
| 9 september Vriendschappelijk № 474 «onderlinge duels» 19:45 uur (UTC+1) | Wales | – | Canada | Swansea.com Stadium, Swansea Toeschouwers: n.n.b. Scheidsrechter: n.n.b. |
| 9 september Vriendschappelijk № 474 «onderlinge duels» 19:45 uur (UTC+1) |       |   |        | Swansea.com Stadium, Swansea Toeschouwers: n.n.b. Scheidsrechter: n.n.b. |

Canadese voetbalbond · A-internationals · Bondscoaches · Selecties · Statistieken · Canadees vrouwenelftal · Canada U21 · Canada U20 · Canada U19 · Canada U18 · Canada U17
1885 – 1949 ·
1950 – 1969 ·
1970 – 1979 ·
1980 – 1989 ·
1990 – 1999 ·
2000 – 2009 ·
2010 – 2019 ·
2020 − 2029
WK 1986
OS 1904 · 
OS 1976 · 
OS 1984
1885 · 
1886 · 
1887 · 
1888 · 
1889–1903 · 
1904 · 
1905–1923 · 
1924 · 
1925 · 
1926 · 
1927 · 
1928–1936 · 
1937 · 
1938–1956 · 
1957 · 
1958–1967 · 
1968 · 
1969–1971 · 
1972 · 
1973 · 
1974 · 
1975 · 
1976 · 
1977 · 
1978–1979 · 
1980 · 
1981 · 
1982 · 
1983 · 
1984 · 
1985 · 
1986 · 
1987 · 
1988 · 
1989 · 
1990 · 
1991 · 
1992 · 
1993 · 
1994 · 
1995 · 
1996 · 
1997 · 
1998 · 
1999 · 
2000 · 
2001 · 
2002 · 
2003 · 
2004 · 
2005 · 
2006 · 
2007 · 
2008 · 
2009 · 
2010 · 
2011 · 
2012 · 
2013 ·
2014 ·
2015 ·
2016 ·
2017 ·
2018 ·
2019 ·
2020 ·
2021 ·
2022
Amerikaanse Maagdeneilanden ·
Argentinië ·
Armenië ·
Aruba ·
Australië ·
Azerbeidzjan ·
Bahrein ·
Barbados ·
België ·
Belize ·
Bermuda ·
Brazilië ·
Bulgarije · 
Chili ·
China ·
Colombia ·
Congo-Brazzaville ·
Costa Rica ·
Cuba ·
Curaçao ·
Cyprus ·
DDR ·
Denemarken ·
Dominica ·
Duitsland ·
Ecuador ·
Egypte ·
El Salvador ·
Engeland ·
Estland ·
Faeröer · 
Finland ·
Frankrijk ·
Ghana ·
Griekenland ·
Guatemala ·
Haïti ·
Honduras ·
Hongarije ·
Hongkong ·
Ierland ·
IJsland ·
Indonesië ·
Iran ·
Italië ·
Jamaica ·
Japan ·
Joegoslavië ·
Kaaimaneilanden ·
Kameroen ·
Kroatië ·
Libië ·
Luxemburg ·
Maleisië ·
Malta ·
Marokko ·
Mauritanië ·
Mexico ·
Moldavië ·
Nederland ·
Nieuw-Zeeland ·
Nigeria ·
Noord-Ierland ·
Noord-Korea ·
Noord-Macedonië ·
Oekraïne ·
Oezbekistan ·
Oostenrijk ·
Panama ·
Paraguay ·
Peru ·
Polen ·
Portugal ·
Puerto Rico ·
Qatar ·
Saint Kitts en Nevis ·
Saint Lucia ·
Saint Vincent en de Grenadines ·
San Marino ·
Saoedi-Arabië ·
Schotland ·
Singapore ·
Slovenië ·
Sovjet-Unie ·
Spanje ·
Suriname ·
Trinidad en Tobago ·
Tsjechië ·
Tunesië ·
Turkije ·
Uruguay ·
Venezuela ·
Verenigde Staten ·
Wales ·
Wit-Rusland ·
Zuid-Afrika ·
Zuid-Korea ·
Zwitserland
België (2022)
CONMEBOL: Argentinië · Bolivia · Brazilië · Chili · Colombia · Ecuador · Paraguay · Peru · Uruguay · Venezuela

UEFA: Albanië · Andorra · Armenië · Azerbeidzjan · België · Bosnië en Herzegovina · Bulgarije · Cyprus · Denemarken · Duitsland · Engeland · Estland · Faeröer · Finland · Frankrijk · Georgië · Gibraltar · Griekenland · Hongarije · IJsland · Ierland · Israël · Italië · Kazachstan · Kosovo · Kroatië · Letland · Liechtenstein · Litouwen · Luxemburg · Malta · Moldavië · Montenegro · Nederland · Noord-Ierland · Noord-Macedonië · Noorwegen · Oekraïne · Oostenrijk · Polen · Portugal · Roemenië · Rusland · San Marino · Schotland · Servië · Slovenië · Slowakije · Spanje · Tsjechië · Turkije · Wales · Wit-Rusland · Zweden · Zwitserland

AFC: Australië · China · Irak · Iran · Japan · Libanon · Oezbekistan · Oman · Qatar · Saoedi-Arabië · Syrië · Verenigde Arabische Emiraten · Vietnam · Zuid-Korea

CAF: Algerije · Burkina Faso · Congo-Kinshasa · Egypte · Ghana · Ivoorkust · Kaapverdië · Kameroen · Mali · Marokko · Nigeria · Senegal · Tunesië · Zuid-Afrika

CONCACAF: Canada · Costa Rica · Curaçao · El Salvador · Honduras · Jamaica · Mexico · Panama · Suriname · Verenigde Staten

OFC: Nieuw-Zeeland